# Thermes romains de Ravenglass
Les thermes romains de Ravenglass (également connus sous le nom de Walls Castle) sont des ruines d'anciens thermes romains situés à Ravenglass, dans Cumbria, en Angleterre.

## Description
Faisant partie d’un fort romain et d’une base navale du IIe siècle (connus des Romains sous le nom d'Itunocelum), les bains publics sont décrits par Matthew Hyde dans sa mise à jour du Pevsner Guide to Cumbria comme « une survivance étonnante ». Les murs encore debout atteignent 4 mètres (13,12 pi) de hauteur ; on y voit encore des traces d’enduit intérieur, en ciment rouge terne et blanc, ainsi que des vestiges d’ouvertures de fenêtres ébrasées.
Le fragment restant semble être l’extrémité ouest d’un bâtiment qui mesurait environ 12 mètres (39,37 pi) de large et 27 mètres (88,58 pi) de long. Il se composait d’une suite de pièces disposées en double enfilade le long du bâtiment. L’entrée et la zone de déshabillage (apodyterium) comportent des niches, peut-être à l’origine destinées à des statues. L’usage des autres pièces n’est pas connu avec certitude, mais on suppose qu’elles comprenaient une série de pièces chaudes, un bain chaud et un bassin d’eau froide. Les murs nord et sud possèdent des contreforts extérieurs, probablement conçus pour supporter le poids d’un toit voûté. Des fouilles ont été effectuées aux bains en 1881. Des vestiges du système de chauffage à hypocauste ont été découverts, mais ils ont depuis été ré-enterrés.

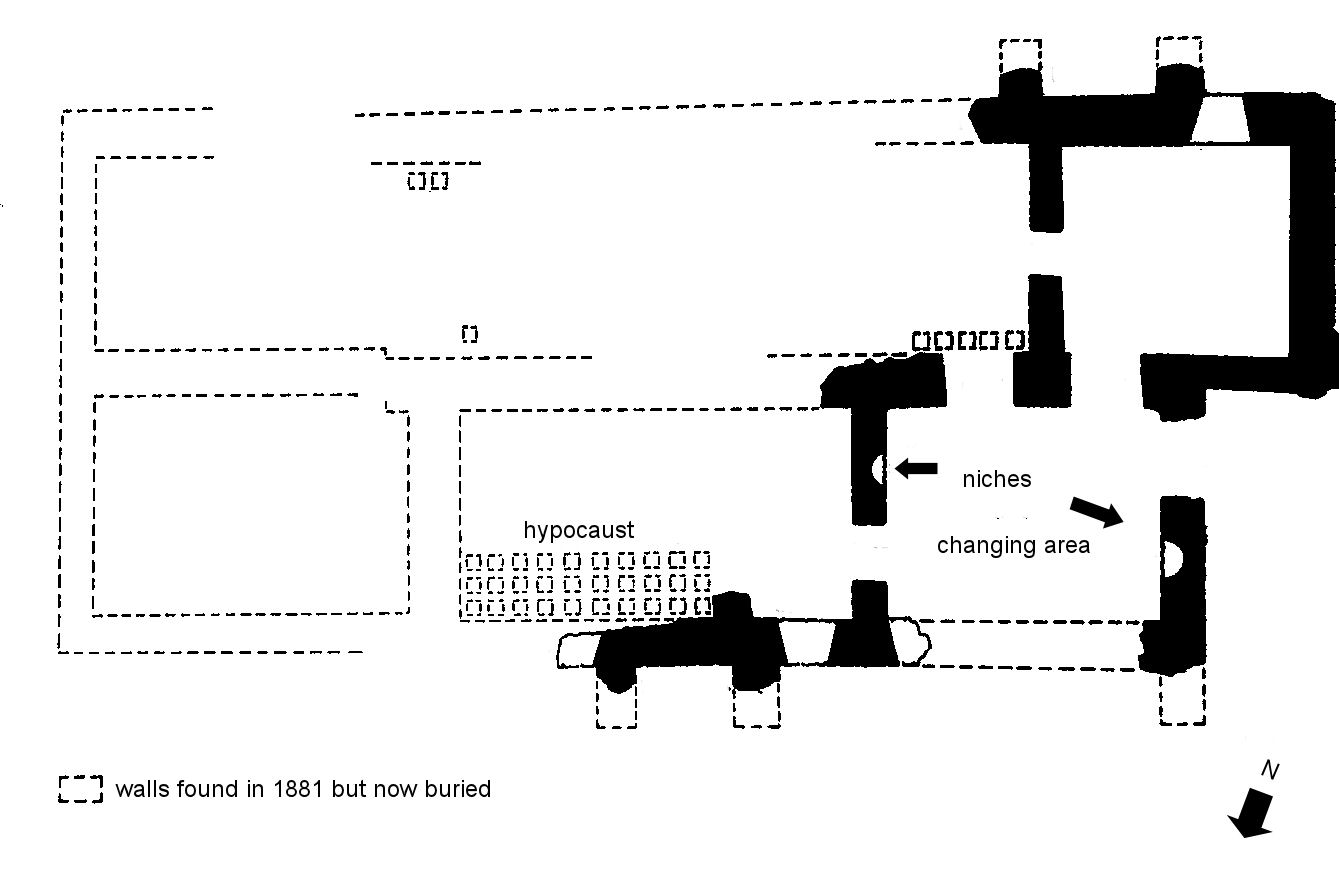
Plan des vestiges visibles.

## Fort romain
Les thermes sont situés au nord-est du fort romain. Les fortifications du fort étaient à l’origine en gazon et en bois, bien qu’un mur de pierre ait été construit au début du IIIe siècle. Le fort semble avoir été occupé de façon continue de l’an 130 apr. J.-C. jusqu’à la fin du IVe siècle.
Des preuves indiquent que les thermes étaient alimentés en eau provenant des hauteurs situées à l’est du fort. 
Étant donné que les thermes se trouvent à l’extérieur des murs du fort, certaines sources supposent qu’ils servaient à la fois la communauté civile et les militaires. Cependant, avant 2013, date à laquelle des fouilles ont été entreprises, on disposait de peu d’informations sur le vicus de Ravenglass.

## Conservation et accès
Le bon état de conservation relatif des thermes serait dû à leur réutilisation à des fins domestiques au cours de la période médiévale. Le bâtiment a été identifié comme romain au XIXe siècle, bien qu’il ait d’abord été pris pour une villa et n’ait été reconnu comme des thermes qu’au XXe siècle. Il a été classé monument historique (scheduled monument) et est désormais placé sous la protection de l’État, géré par English Heritage. Il fait partie du site du patrimoine mondial « Frontières de l’Empire romain ».
Le site est accessible depuis Ravenglass par un sentier piétonnier « miles without stiles » (dans le cadre d’un projet visant à améliorer l’accès des personnes en situation de handicap aux sites du parc national du Lake District). Le fossé du fort est visible depuis les thermes, mais il se trouve sur un terrain privé et est traversé par les voies ferrées de la Cumbrian Coast Line, qui relie Carlisle à Barrow-in-Furness et comporte une gare à Ravenglass.

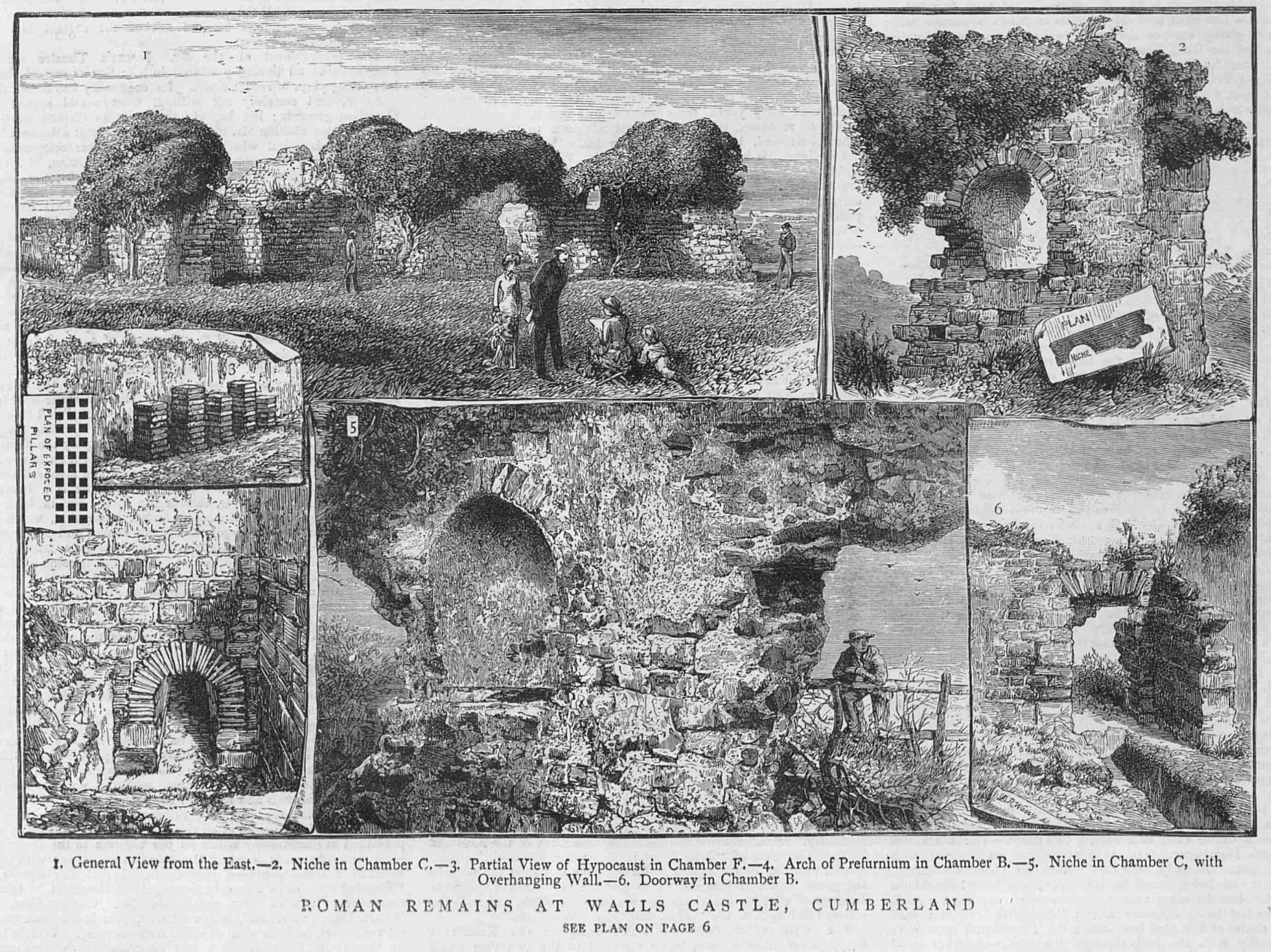
Les vestiges du château de Walls. Le Graphique 1882.
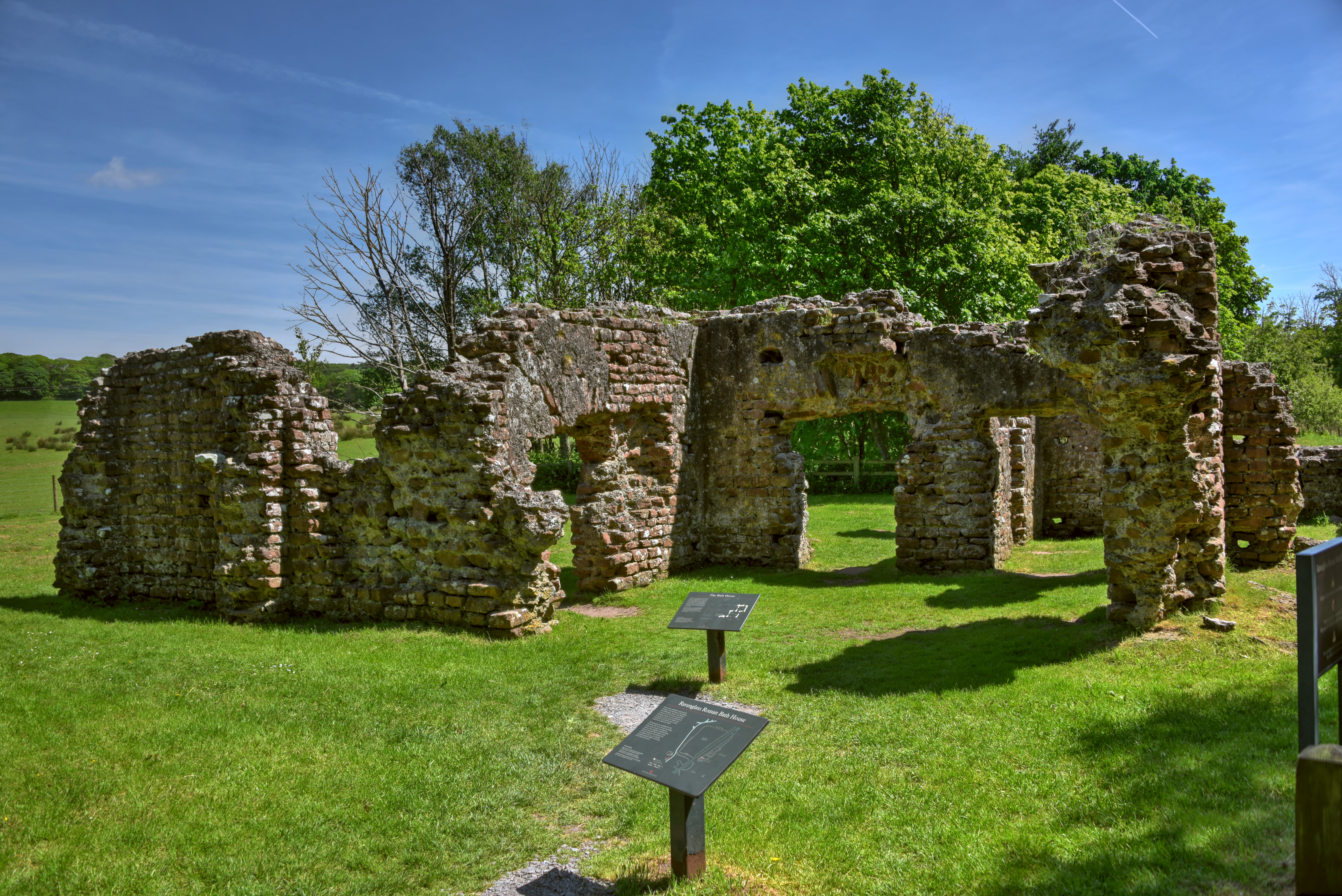
Château de Walls, à Ravenglass en Cumbria.